# Thomas Patrick Thornton
Thomas Patrick Thornton (8 de marzo de 1898 - 1 de julio de 1985) era un juez federal de los Estados Unidos. El 13 de enero de 1949 fue nominado por el presidente Harry S. Truman para ser juez de la corte federal del distrito Este de Míchigan, y fue confirmado por el Senado de los Estados Unidos el 31 de enero de 1949. Se  desempeñó como juez federal hasta su muerte en 1985.

## Formación

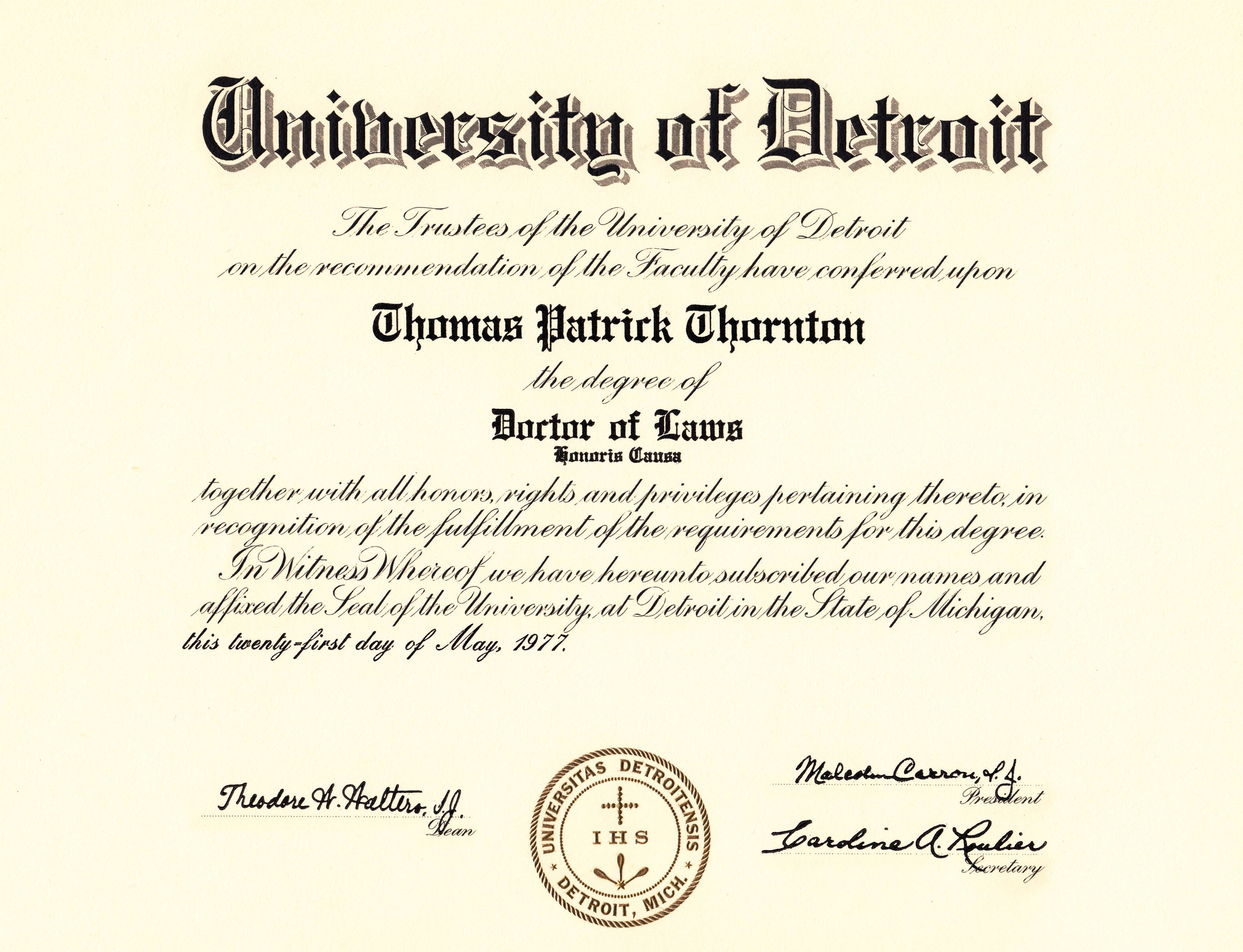
Título honorífico de Doctor en Leyes por la Universidad de Detroit otorgado al juez Thomas P. Thornton.

Thomas Thornton fue bombero en la Armada de los Estados Unidos en la Primera Guerra Mundial.  En 1919 empezó sus estudios universitarios, y destacó como un jugador de fútbol americano en los equipos universitarios de Universidad de Tufts, Universidad de Fordham,  Universidad de Syracuse y Universidad de Detroit. Ganó el apodo “Tigre” a causa de su fiereza en el campo de fútbol.
En 1926 Thornton se graduó de La Facultad de Derecho de la Universidad de Detroit. En 1979 fue honorado con el doctorado honoris causa por la Universidad de Detroit. En 1981 fue elegido para el “Sports Hall of Fame” de la Universidad de Detroit.

## Carrera

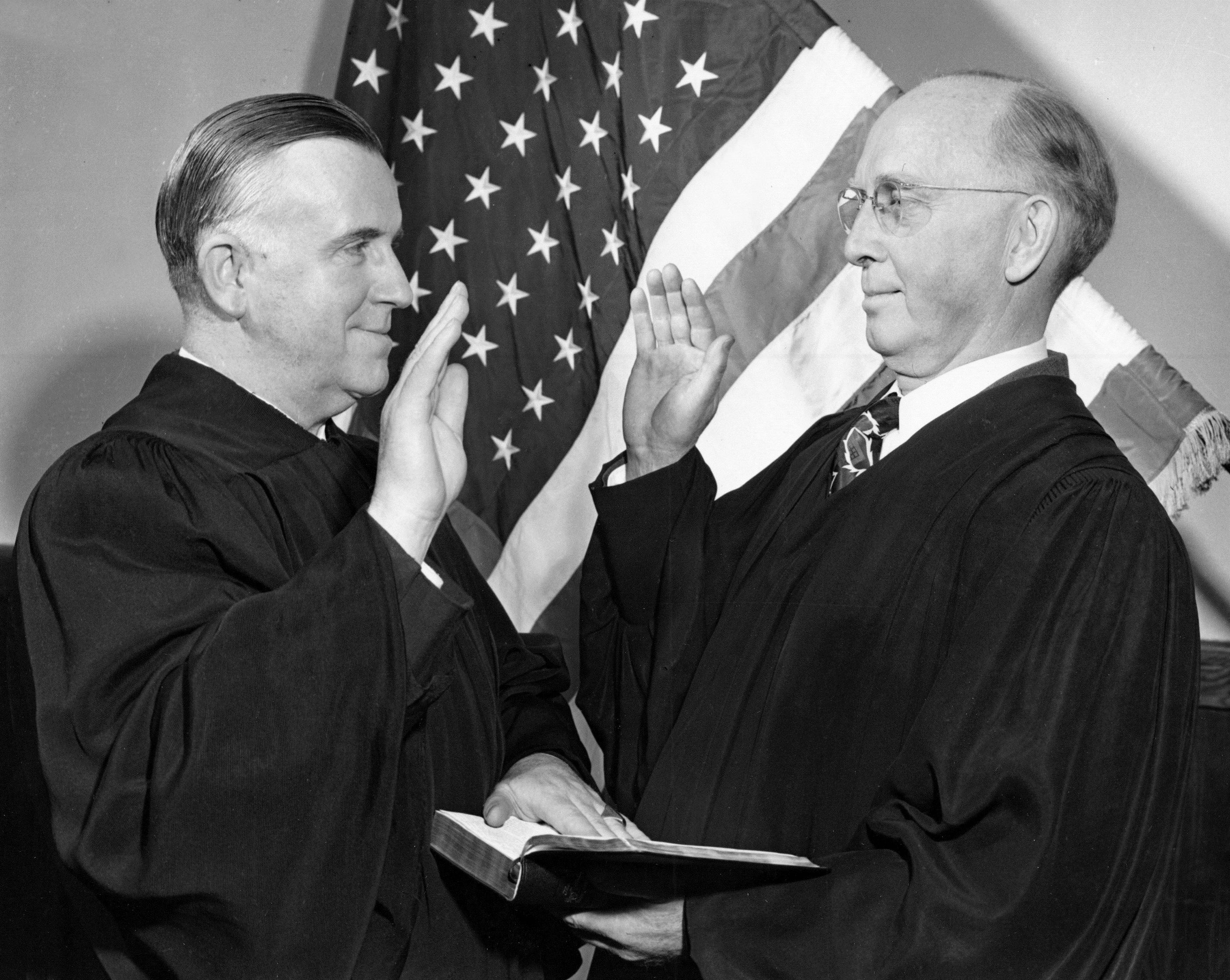
Thomas Thornton prestó juramento ante el juez principal Arthur F. Lederle (1949).

Después de graduarse en derecho por la Universidad de Detroit en 1926, Thornton trabajaba como abogado en Detroit y estableció el bufete de  Herlehy & Thornton. En 1937 fue nombrado abogado asistente del fiscal de distrito y en 1947 llegó a ser el fiscal de Estados Unidos para el distrito Este de Míchigan.
El 13 de enero de 1949 fue nominado por el presidente Harry S. Truman para ser juez de la corte federal del distrito Este de Míchigan.    Fue confirmado por el Senado de los Estados Unidos el 31 de enero de 1949 y prestó juramento al cargo el 15 de febrero de 1949.
El juez Thornton fue reconocido por su manera franca y también por su sentido del humor en el estrado. Antes de nombrar a los fideicomisarios para el F.L. Jacobs Company, una empresa en quiebra, describió las actividades previas de la empresa como un “pozo negro de delitos”.  En otra ocasión, cuando un inculpado dijo “El Señor me pidió hacerlo”, el Juez Thornton preguntó al fiscal del distrito, “¿Tiene al inculpado correcto?”
El juez Thornton se dedicó al trabajo de la corte hasta su muerte el 1 de julio de 1985. La juez Cornelia Kennedy refeccionó sobre la carrera del juez Thornton – “Él fue un gran juez. Y aunque tomó su trabajo en serio, tenía un maravilloso sentido del humor.”

## Vida privada

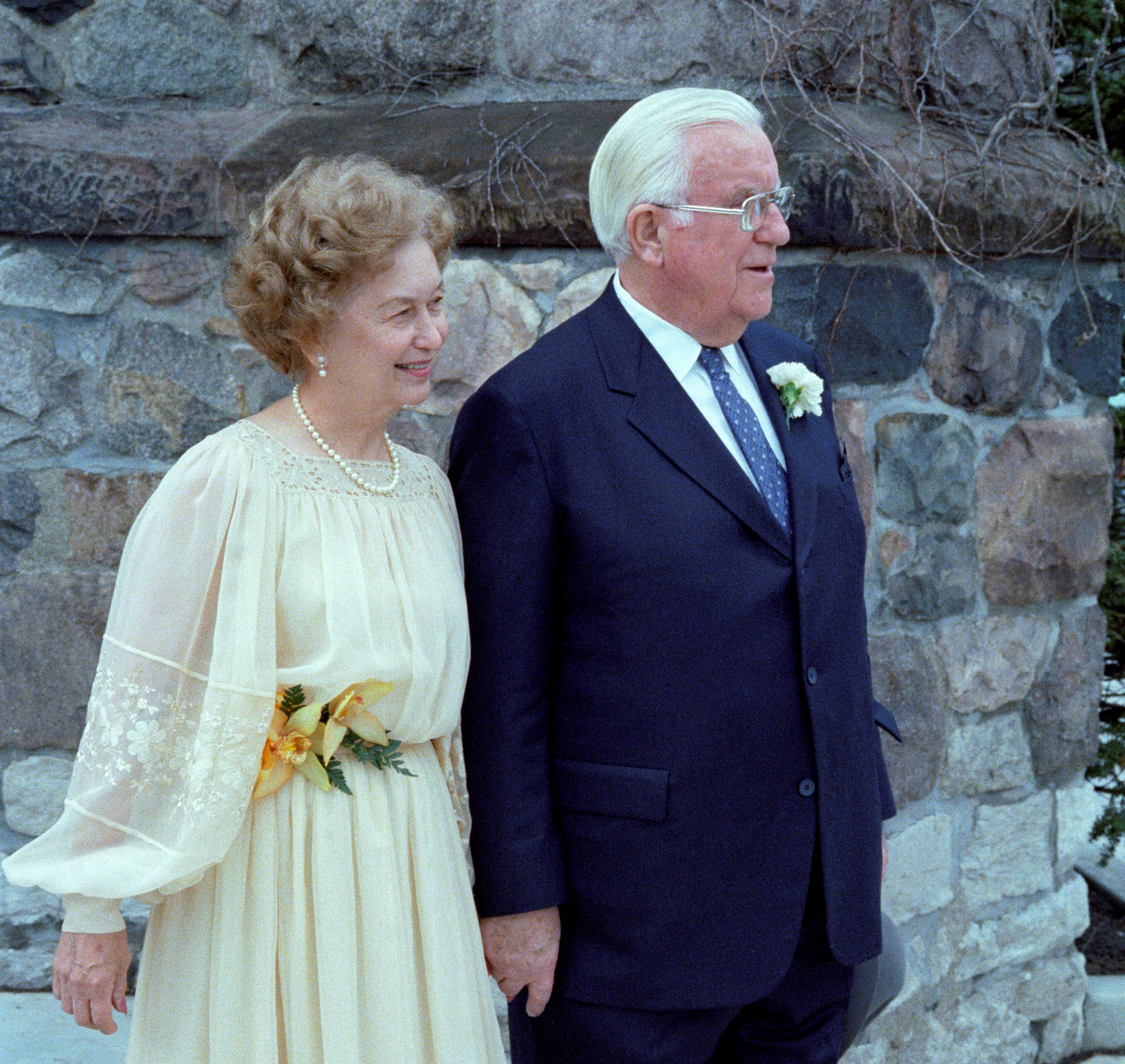
Rose Garland y Thomas Thornton en su boda (1980).

Thomas Thornton nació el 8 de marzo de 1898 en Boston, Massachusetts. Sus padres, Patrick Thornton y Sarah O'Maley Thornton, fueron inmigrantes irlandeses. Como chico, Thornton pasaba mucho tiempo alrededor de los muelles de Boston, y desarrolló un gusto por el agua y las embarcaciones.
Se casó con Margaret Beaudin Pressey en 1946.  Tenían un apartamento en Detroit, Míchigan pero en el verano vivían en su barco de cabina en el Río Detroit y disfrutaban de navegar las aguas de los Grandes Lagos.  Margaret falleció en 1976 después de 30 años de casados.
Se casó con Rose Garland en 1980. Rose Garland era la viuda de Harry G. Garland, un amigo de mucho tiempo de Thornton.  Thomas y Rose fueron compañeros constantes hasta la muerte del juez Thornton en 1985. En 1987 Rose Garland Thornton fue elegida para el ayuntamiento de Grosse Pointe Shores, Míchigan, y llegó a ser la alcaldesa pro tempore desde 2003 hasta su jubilación en 2008 (cuando tenía 89 años). Rose Garland Thornton falleció en 2014.